# Rafael Zornoza Boy
Rafael Zornoza Boy (Madrid, 31 luglio 1949) è un vescovo cattolico spagnolo, dal 30 agosto 2011 vescovo di Cadice e Ceuta.

## Biografia
Rafael Zornoza Boy è nato a Madrid il 31 luglio 1949 ed è il terzo di sei fratelli.

### Formazione e ministero sacerdotale
Ha studiato alla scuola del Calasancio dei padri scolopi a Madrid. È poi entrato nel seminario minore di Madrid per gli studi liceali. Ha compiuto gli studi ecclesiastici nel seminario conciliare di Madrid e ha conseguito la licenza in teologia biblica presso la Pontificia Università di Comillas. Ha studiato pianoforte al Regio conservatorio di Madrid.
Il 19 marzo 1975 è stato ordinato presbitero per l'arcidiocesi di Madrid. Poco dopo è stato nominato vicario parrocchiale della parrocchia di San Giorgio. Essa aveva per parroco Francisco José Pérez y Fernández-Golfín, futuro vescovo. Ha promosso la pastorale giovanile, del matrimonio e delle vocazioni. Era anche assistente ecclesiastico dell'Azione Cattolica e promotore dei Cursillos de Cristiandad. Nel 1983 è stato nominato vicario reggente della parrocchia e nel 1985 parroco. L'anno successivo è stato nominato anche arciprete dell'arcipresbiterato di San Agustín. Preoccupato per l'evangelizzazione della cultura, ha organizzato eventi per favorire il dialogo con la fede nella letteratura e nel teatro e ha avviato numerosi gruppi musicali, accreditati con premi nazionali e internazionali, e partecipato a numerosi eventi musicali come direttore di coro. Ha anche collaborato con il Segretariato per la liturgia della Conferenza episcopale. I confratelli lo hanno anche eletto membro del consiglio presbiterale.
Il 23 luglio 1991 si è incardinato nella nuova diocesi di Getafe, del quale era stato nominato primo vescovo monsignor Francisco José Pérez y Fernández-Golfín. In quella sede ha prestato servizio come segretario del vescovo dal 1991 al 2004 e primo rettore del seminario dal 1994 al 2010. È stato anche professore di teologia presso la Scuola diocesana di teologia di Getafe, collaboratore di numerosi corsi estivi, predicatore di esercizi spirituali, membro del consiglio presbiterale e del collegio dei consultori e confessore ordinario del Carmelo di La Aldehuela.
Ha fondato e diretto l'Associazione giovanile "Llambrión" e successivamente la Scuola di tempo libero "Semites" per promuovere la pastorale giovanile nella diocesi di Getafe. Ha inoltre promosso la liturgia, la pastorale universitaria e dei migranti, di rilevante importanza nella diocesi di Getafe, nonché varie iniziative per promuovere la nuova evangelizzazione.

### Ministero episcopale
Il 13 dicembre 2005 papa Benedetto XVI lo ha nominato vescovo ausiliare di Getafe e titolare di Mentesa. Ha ricevuto l'ordinazione episcopale il 5 febbraio successivo nella basilica del santuario del Sacro Core di Gesù al Cerro de los Ángeles dal vescovo di Getafe Joaquin Maria López de Andújar y Cánovas del Castillo, co-consacranti il cardinale Antonio María Rouco Varela, arcivescovo metropolita di Madrid, e l'arcivescovo Manuel Monteiro de Castro, nunzio apostolico in Spagna e Andorra.
Il 30 agosto 2011 lo stesso papa Benedetto XVI lo ha nominato vescovo di Cadice e Ceuta. Ha preso possesso della diocesi il 22 ottobre successivo.
Nel marzo del 2014 ha compiuto la visita ad limina.
In seno alla Conferenza episcopale spagnola è membro della commissione per le missioni e la cooperazione tra le Chiese dal marzo del 2020. In precedenza è stato membro della commissione per i seminari e le università dal 2006 al 2014; membro della commissione per il clero dal 2011 al 2017 e presidente della stessa dal 15 marzo 2017 a marzo del 2020. Si è occupato in particolare dei seminari minori.

## Genealogia episcopale
La genealogia episcopale è:
- Cardinale Scipione Rebiba
- Cardinale Giulio Antonio Santori
- Cardinale Girolamo Bernerio, O.P.
- Arcivescovo Galeazzo Sanvitale
- Cardinale Ludovico Ludovisi
- Cardinale Luigi Caetani
- Cardinale Ulderico Carpegna
- Cardinale Paluzzo Paluzzi Altieri degli Albertoni
- Papa Benedetto XIII
- Papa Benedetto XIV
- Papa Clemente XIII
- Cardinale Marcantonio Colonna
- Cardinale Giacinto Sigismondo Gerdil, B.
- Cardinale Giulio Maria della Somaglia
- Cardinale Carlo Odescalchi, S.I.
- Cardinale Costantino Patrizi Naro
- Cardinale Serafino Vannutelli
- Cardinale Domenico Serafini, Cong.Subl. O.S.B.
- Cardinale Pietro Fumasoni Biondi
- Cardinale Antonio Riberi
- Cardinale Ángel Suquía Goicoechea
- Vescovo Francisco José Pérez y Fernández-Golfín
- Vescovo Joaquin Maria López de Andújar y Cánovas del Castillo
- Vescovo Rafael Zornoza Boy